# ستيفن فاريل (منافس ألعاب قوى)
ستيفن فاريل (بالإنجليزية: Stephen Farrell)‏ هو منافس ألعاب قوى أمريكي، ولد في 26 ديسمبر 1863 في روكفيل في الولايات المتحدة، وتوفي في 17 أكتوبر 1933 في آن آربر في الولايات المتحدة.